# Catonia
Catonia är ett släkte av insekter. Catonia ingår i familjen vedstritar.

## Dottertaxa tillCatonia, i alfabetisk ordning[1]
- Catonia albidovariegata
- Catonia antiguana
- Catonia antillicola
- Catonia arbutina
- Catonia basalis
- Catonia bicinctura
- Catonia bugabae
- Catonia carolina
- Catonia championi
- Catonia chiriquensis
- Catonia cinctifrons
- Catonia cinerea
- Catonia digitata
- Catonia dominicana
- Catonia gayi
- Catonia haitiensis
- Catonia intricata
- Catonia lunata
- Catonia major
- Catonia mitrata
- Catonia montserratensis
- Catonia nava
- Catonia notata
- Catonia ornatipennis
- Catonia picta
- Catonia pini
- Catonia pumilla
- Catonia rufula
- Catonia saltator
- Catonia sanctae-luciae
- Catonia sancti-geronimi
- Catonia sancti-vincenti
- Catonia sobrina
- Catonia texana
- Catonia zunilana